# Mandalawangi (Cipatat)
Mandalawangi is een bestuurslaag in het regentschap Bandung Barat van de provincie West-Java, Indonesië. Mandalawangi telt 9192 inwoners (volkstelling 2010).